# لیو کفینگ
لیو کفینگ (انگلیسی: Liu Xuqing؛ زادهٔ ۱۵ اوت ۱۹۶۸) بازیکن سافت‌بال اهل چین بود.